# لقاء الخميسي
لقاء الخميسي (15 مارس 1978 -)، ممثلة مصرية.

## عن حياتها
لقاء الخميسي هي حفيدة عبد الرحمن الخميسي الذي عمل في العراق، حيث تعرف والدها عبد الملك على والدتها العراقية المسيحية الآشورية.
تخرجت من «كلية التجارة» ثم في «معهد الفنون المسرحية» عملت بالتدريس في جامعة 6 أكتوبر، بدأت حياتها الفنية بالعمل في مجال الإعلانات، ثم عملت في مسرحية تحب تشوف مأساة الذي لمعت من خلالها بعد ذلك وعملت في التلفزيون والسينما بأعمال عدة.

### نجاحاتها
كان عام 2007 إعادة اكتشاف لها، خاصة بعد نجاحها في مسلسل قضية رأي عام بشهادة الجمهور الذي اختارها في استفتاء الإذاعة المصرية كأفضل وجه على الشاشة، كما قدمت دورا ناجحاً في مسلسل راجل وست ستات بأجزائه العشرة، وأيضا مسلسل ناصر الذي عرض في رمضان عام 2008 والتي جسدت فيه شخصية تحية كاظم زوجة جمال عبد الناصر. وعام 2012 نجحت بنجاح الزوجة الرابعة بدمها الخفيف والمرِح .

### حياتها الشخصية
متزوجة من حارس المرمى محمد عبد المنصف ولديهما من الأبناء أدهم وآسر.

## أعمالها

### مسلسلات
| - الثمن: 2024 ندى - ضد الكسر: 2021 - سكر زيادة: 2020 - أبواب الشك: 2018 - بين عالمين: 2017 - لمعي القط: 2017 - سحر المصري - راس الغول: 2016 - نهلة - بعد البداية: 2015 - ضيفة شرف - ألوان الطيف: 2015 - ليلى - الركين: 2013 - سميحه - العقرب: 2013 - غرام / سماح - الأخوة أعداء: 2012 - لقاء | - الزوجة الرابعة: 2012 - سميحة - شمس الأنصاري: 2012 - قصص الحيوان في القرآن: 2011 - النملة - اللص والكتاب: 2010 - سعيدة سعيد - الأشرار: 2009 - إنعام - قصص بوليسية: 2008 - ناصر: 2008 - تحية كاظم - كوافير أشواق: 2008 - لحظات حرجة: 2007 - نافذة على العالم: 2007 - من أطلق الرصاص على هند علام: 2007 | - قضية رأي عام: 2007 - راجل وست ستات (ج1->10): (2007->2016)- رانيا - الشيطان لا يعرف الحب: 2006 - العندليب حكاية شعب: 2006 - فردوس أبنة خالة عبد الحليم - درب الطيب: 2006 - العزبة: 2006 - الحب موتا: 2005 - فردوس / هنادي - قلبي يناديك: 2004 - عسكر في المعسكر : 2003 - بعاد السنين: 2003 - أمس لا يموت: 2003 | - جائزة نوفل: 2002 - شباب أون لاين (ج1، 2): 2002، 2003 - فريدة - العطار والسبع بنات: 2002 - فاطمة - حارة الطبلاوي: 2001 - الفسطاط: 2000 - حديقة الشر: 2000 - الغروب لا يأتى سرا: 1999 - همام يبحث عن همام: 1999 - وسعيكم مشكور: 1998 |

| - أكذوبة: 2010 - حاحا وتفاحة: 2006 - سامية خطيبة حاحا - عسكر في المعسكر: 2003 - سعدية - قلب جرئ: 2002 - كذلك في الزمالك: 2002 - أرض أرض: 1998 - الفارس والأميرة : 2020 | - عصفور الجنة 1998 - سهرة تليفزيونية - جارة القمر:مسلسل اذاعي - المخلوع:سهرة تليفزيونية | - وش السعد: 2016 - رامز بيلعب بالنار: 2016 - هبوط اضطراري: 2015 - معكم منى الشاذلي: 2014 - كرسي في الكلوب: 2012 - عقد النجوم: 2011 - دارك: 2008 |

## وصلات خارجية
- لقاء الخميسي على موقع IMDb (الإنجليزية)
- لقاء الخميسي على موقع الدهليز
- لقاء الخميسي على موقع قاعدة بيانات الأفلام العربية